# Stelis potpourri
Stelis potpourri là một loài thực vật có hoa trong họ Lan. Loài này được Luer mô tả khoa học đầu tiên năm 2009.